# برج دار العوضي
برج دار العوضي هو مجمع موجود في قلب عاصمة الكويت في منطقة شرق أنشئ في عام 2005 وهو مكون من 34 طابقاً ومقسم إلى قسمين وهما البرج والمركز التجاري. ويضم المركز التجاري في مجمع دار العوضي محلات تجارية وبعض المطاعم وأماكن التسلية بينما يضم البرج مكاتب إدارية للعديد من الشركات.
يعتبر مجمع دار العوضي أحد الأبراج التسويقية والتجارية الذي تم إنشائه بواسطة شركة الاستثمار العقارية. ويعتبر رمز فخر للتصميم المعماري المتميز. ويتميز المجمع بموقعة الفريد والمتميز في قلب العاصمة مع إمكانية مشاهدة المناظر الجميلة علي الخليج العربي من خلالة.